# Región de Adrar
Adrar (en árabe: ولاية آدرار‎) es una región de Mauritania. Su capital es Atar. Otras ciudades importantes son Choum, Chingueti y Uadane. La región limita al oeste con el desierto del Sahara y la región de Inchiri; al norte con la región de Tiris Zemmour; al este con Malí y la región de Hodh Ech Chargue y al sur con las regiones de Trarza y Tagant.

## Historia
Este territorio fue reclamado por España a fines del siglo XIX después de que exploradores españoles procedentes del Río de Oro firmaran tratados de protectorado con los jeques de la región. Este territorio que anexó España a la región de Río de Oro del Sahara español tras la expedición al Adrar de 1886 patrocinada por la Sociedad Española de Geografía Comercial y formada por Julio Cervera, Francisco Quiroga y Felipe Rizzo.
Pese al éxito de las negociaciones con Ahmed uld Mohamed uld el Aidda, "sultán" de Adrar el-Tmarr y el jefe saharaui más respetado de la zona, de quien se logró que firmara una carta de protectorado con España, la falta de notificación del gobierno de Práxedes Mateo Sagasta durante la Conferencia de Berlín dejó los acuerdos en papel mojado, por lo que se perdió la posibilidad de establecer la soberanía española sobre un territorio de aproximadamente 500 000 km². Posteriormente, tras el tratado de París prácticamente todo el Sáhara, incluida Adrar, quedó bajo la influencia de Francia. Por lo tanto, las salinas de Iyil quedaron bajo control francés.

## Organización administrativa
Adrar se divide en 4 departamentos:
- Auyeft
- Atar
- Chingueti
- Uadane